# Крюков, Александр Николаевич
Александр Николаевич Крюков (1878—1952) — советский терапевт, гематолог, доктор медицины (1909), профессор (1918), академик АМН СССР (1948), заслуженный деятель науки Узбекской ССР (1949).

## Хронология
В 1901 году окончил медицинский факультет Московского университета. С 1902 года работал в различных московских больницах: Бахрушинской, Сокольнической, Старо-Екатерининской. С 1906 года работал прозектором под руководством М. Н. Никифорова, занимаясь проблемами экспериментальной гематологии. В 1909 году защитил докторскую диссертацию «О происхождении и взаимоотношениях лейкоцитов и лейкоцитозе». 
С 1914 года — приват-доцент Московского университета; с 1918 года — профессор.
В 1919 году принимал участие в организации медицинского факультета Туркестанского (с 1924 года Средне-Азиатского) университета, в котором с 1920 года был профессором и возглавлял факультетскую терапевтическую клинику, а в 1927—1930 годах ещё и клинику тропических болезней. 
В течение 1931—1952 годов он руководил клиникой неотложной терапии Московского НИИ скорой помощи им. Н. В. Склифосовского.
В 1934—1952 годах — профессор, заведующий кафедрой неотложной терапии Центрального института усовершенствования врачей. В 1943—1948 годах — профессор, заведующий кафедрой госпитальной терапии Московского медицинского института Минздрава РСФСР. В годы Великой Отечественной войны был главным терапевтом эвакогоспиталей Наркомздрава СССР.

## Научный вклад
Александр Николаевич Крюков — один из ведущих отечественных терапевтов 20-40-х годов XX века. Один из основоположников клинической гематологии и неотложной терапии, создатель научной школы.
Крюков сыграл важную роль в становлении научной медицины в Узбекистане, заложил основы изучения краевой тропической патологии в Средней Азии.
Тема докторской диссертации А. Н. Крюкова «О происхождении и взаимоотношении лейкоцитов и лейкоцитозе». Этой работе Крюков посвятил 7 лет. С помощью окраски по принципу Романовского он выяснил, что образование лейкоцитов проходит в костном мозге, а значит, заболевания крови тоже, в том числе злокачественные, прежде всего, обусловлены поражением костного мозга.
Крюков, придерживаясь представлений А. А. Максимова об унитарной теории кроветворения, предложил так наз. умеренно-унитарную теорию кроветворения, согласно которой все клетки крови развиваются из тканевых ретикулярных клеток через стадию гемогистобласта и гемоцитобласта. Умеренно-унитарная теория кроветворения является в настоящее время общепризнанной. В 1930—1950-х годах, с учетом новых данных, И. А. Кассирский и Г. А. Алексеев составили детализированный вариант схемы кроветворения, в которой развиваются принципы унитарной теории.
Важный вклад в теорию гематологии и клинико-лабораторную практику внесли работы А. Н. Крюкова по морфологии клеток крови и кроветворных органов. В книге «Атлас крови» (1946), оформленной собственными художественными зарисовками, показал в эволюционном плане все клеточные формы крови и костного мозга в норме и при патологии кроветворения. О важности «Атлас крови» А. Н. Крюкова для развития современной гематологии написал академик А. И. Воробьёв в своих воспоминаниях «О друзьях и учителях»:

Крюков заведовал кафедрой терапии в Ташкенте, а потом кафедрой неотложной терапии в ЦИУ, в институте Склифосовского. Он никаких гематологических отделений не имел, у него не лежали гематологические больные, он их не лечил. Но он создал атлас. Этот атлас — как «Капитал» Маркса. Мы все от него оттолкнулись и пошли. Не было бы атласа, нас бы не было. Многое, может быть, мы поправляем, это все неважно. Важно, что вот эта Библия была сделана Крюковым. Настоящая гематологическая школа началась с работ нескольких человек, а сегодня — огромная гематологическая служба страны, она выросла из этой школы. И в основе лежал тот глубинный процесс понимания патологии, который был присущ Крюковской школе и, конечно, школе Кассирского — это морфология.— Академик А.И. Воробьёв «О друзьях и учителях»
Впервые в СССР диагностировал и изучил спру. Впервые в мире на основе прижизненного изучения костного мозга обнаружил мегалобластическое кроветворение при спру-анемии, установил связь её развития с нарушением кишечного всасывания; показал практическую излечимость мегалобластной спру-анемии путём назначения безуглеводной противобродильной диеты, приводящей к восстановлению нормальной кишечной всасываемости необходимых для кроветворения витаминов. «В СССР тропическую Спру впервые описал А. Н. Крюков в 1922 год, а в 1927 год он дал подробное описание анемии при этом заболевании».
Доказал наличие на территории СССР бруцеллеза.
Описал гепатобилиарный симптом при фасциолёзе (феномен циклического набухания печени — симптом Крюкова).
Внес весомый вклад в изучение клинической картины дисбактериоза, амебиоза, неспецифических язвенных колитов, тропической малярии, висцерального лейшманиоза.
Предложил комбинированный, включающий хирургическое вмешательство, метод лечения отравлений сулемой.
Впервые в СССР применял кортизон при лечении острых лейкозов и (одновременно с X. X. Владосом) переливание эритроцитной массы при заболеваниях внутренних органов.
Изучал проблему геморрагических диатезов. Обнаружил, что при болезни Шёнлейна — Геноха (геморрагическом васкулитеизменяются не только капилляры, но и более крупные сосуды (артериолы); описал характер гистологических изменений и объяснил происхождение этого заболевания.
Под руководством А. Н. Крюкова разрабатывались вопросы диагностики и лечения заболеваний внутренних органов, требующих срочной медицинской помощи. Автор фундаментальных руководств по неотложной помощи в клинике внутренних болезней. Последний труд — «Клиническая симптоматология острых внутренних состояний» (1952) — содержит своеобразный обзор по наиболее сложным вопросам срочной диагностики. В ней затронуты все разделы клиники внутренних болезней, включая казуистику.
Получил широкую известность как блестящий клиницист (диагност и лечащий врач). В педагогической работе обращал особое внимание на обучение методике обследования больного, анализу клинического материала; рекомендовал использование, наряду с современными, хорошо проверенных «простых» методов лечения.

## Ученики
К числу учеников А. Н. Крюкова относятся И. А. Кассирский, А. И. Воробьев, Г. А. Алексеев, М. Г. Абрамов, 3. И. Умидова, С. Г. Моисеев и др.

 «Демобилизовавшись из буденовской армии, Кассирский пришел поступать в ординатуру в только что открывшийся Туркестанский университет. Крюков терпеть не мог выдвиженцев-большевиков, у него был обычный прием — пишите биографию. Товарищ садится и пишет биографию. Крюков привычно вынимал красный карандаш, исправлял ошибки, возвращал лист, на одной странице 20 ошибок, какая может быть ординатура. А тут Крюков смотрит — ошибок нет. Начинает задавать вопросы, — где учился, у кого. — Учился в Томске у Курлова. Спрашивает, что такое порок сердца. Отвечает. Он спрашивает ещё, ещё. В итоге принял в ординатуру. Так Кассирский стал сначала ординатором, потом ассистентом Крюкова и ведущим специалистом на кафедре..» — Академик А.И. Воробьёв «О друзьях и учителях» 

## Увлечения
Увлекался спортом. Занимался фигурным катанием и альпинизмом. Совершал восхождения на вершины Средней Азии и Северного Кавказа.

## Достижения и награды
Состоял председателем гематологической секции Московского научного общества терапевтов, членом редколлегии журнала «Клиническая медицина». Награждён орденами Ленина, Трудового Красного Знамени и медалями.

## Память
Похоронен в Москве, на Введенском кладбище, участок № 2.

## Научные труды
- Соч.: «О происхождении и взаимоотношениях лейкоцитов и о лейкоцитозе» Дис. д-ра медицины.- М., 1909;
- Морфология крови.-М., 1920.-Ч. 1-3;
- Анемия при спру // Мед. мысль Узбекистана.-1927.-№ 1.-С. 28-36;
- Важнейшие клинические синдромы и их оценка.- М., 1944;
- Атлас крови.-М., 1946;
- Клиническая симптоматология острых внутренних заболеваний.- М., 1952. Библиогр.:
- А. Н. Крюков // Клин, мед.- 1953.- Т. 31, № 4.- С. 93-94;

## Рекомендуемая литература
- Кассирский И. А. Профессор Александр Николаевич Крюков. К 35-летию врачебной и научной деятельности // Клин, мед. — 1937. — Т. 15, № 2. — С. 317—318;
- Кассирский И. А. Проблемы и ученые. — М., 1949. — С. 147—154;
- Моисеев С. Г. Александр Николаевич Крюков // Труды науч. сессии, посвящ. памяти А. Н. Крюкова. — М., 1964. — С. 10—13;
- Кассирский И. А. Открытия и исследования А. Н. Крюкова в области болезней жарких стран и современные достижения тропической медицины // Труды науч. сессии, посвящ. памяти А. Н. Крюкова. — М., 1964. — С. 233—239;
- Моисеев С. Г. Александр Николаевич Крюков // Тер. арх. — 1974. — Т. 46, № 12. — С. 131—133;
- Абрамов М. Г. Александр Николаевич Крюков (К 100-летию со дня рождения) // Тер. арх. — 1978. — № 7. — С. 149—153;
- Алексеев Г. А. Александр Николаевич Крюков и его роль в создании отечественной гематологической школы (К 100-летию со дня рождения) // Клин, мед. — 1978. — № II. — С. 143—145;
- Алексеев Г. А. Александр Николаевич Крюков и его роль в становлении и развитии отечественной гематологии (К 100-летию со дня рождения) // Пробл. гематол. — 1978. — Т. 23, № 11. — С. 3—6.